# Aérospatiale Gazelle

Ritning av Aérospatiale Gazelle.

Aérospatiale Gazelle är en fransk militärhelikopter utvecklad av Sud Aviation och byggd av Aérospatiale. Den är främst avsedd för spaning men kan likaväl användas för lättare transport- eller attackuppdrag.

## Utveckling
Gazelle utvecklades av Sud Aviation som en ersättare för deras Alouette-serie. Prototypen som flög första gången 1967 hade samma motor och växellåda som Alouette III men hade en ny mer strömlinjeformad flygkropp, ett nytt styvt rotorsystem utvecklat av Bölkow och en fläkt inbyggd i stjärtfenan i stället för en konventionell stjärtrotor.
Redan under provstadiet inledde brittiska regeringar förhandlingar om licenstillverkning av Gazelle för brittiska försvarsmakten. De brittiska helikoptrarna tillverkades av Westland Helicopters och den har även licenstillverkats i Jugoslavien av SOKO.

## Konstruktion
Gazelle är tillverkad helt i lättmetall och har en nästan helt inglasad förarkabin vilket ger god sikt. Förarkabinen har två säten bredvid varandra för pilot och spanare och bakom dem en bänk för tre passagerare. Bänken kan fällas upp för att ge plats åt upp till 700 kg last. I versioner för evakuering av skadade finns bara pilotens säte framme till höger och ett säte för en sjukvårdare bakom. På vänster sida kan då två bårar monteras ovanför varandra.
Attackversionerna har ofta ett robotsikte monterad på taket ovanför spanarens plats. Gazelle-helikoptern har inga stubbvingar som utpräglade attackhelikoptrar, utan vapnen monteras på tubformade vapenbalkar eller direkt mot flygkroppen.

## Versioner
- SA 341B – Brittisk version tillverkad av Westland Helicopters
- SA 341F – Fransk version tillverkad av Aérospatiale
- SA 341G – Civil version
- SA 341H – Exportversion
- SA 342 – Uppgraderad version med starkare motor
- SA 342M – Attackversion tillverkad för Franska armén med IR-dämpat motorutblås, FLIR och förbättrad navigationsutrustning.

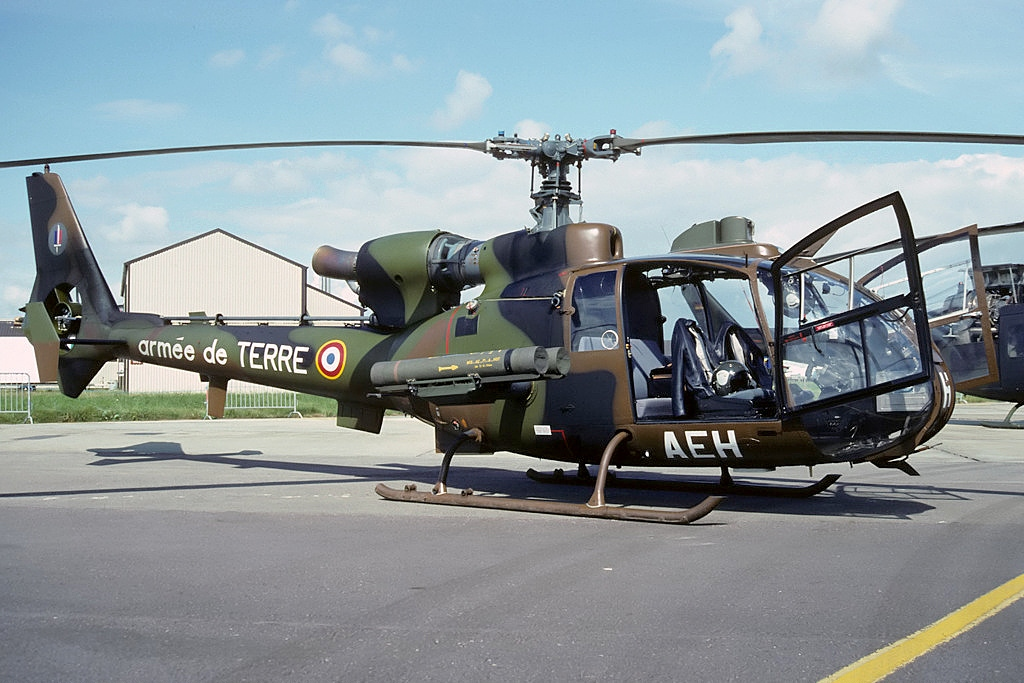
En Gazelle från Frankrikes armé med robotsikte på taket och fyra stycken HOT-robotar.